# Joaquín Murillo
Joaquín Murillo (Barcellona, 27 febbraio 1932 – Saragozza, 10 gennaio 2009) è stato un calciatore spagnolo, di ruolo attaccante.

## Biografia
Joaquín Murillo nacque a Barcellona ma la sua famiglia era originaria di Barbastro, in Aragona.

## Caratteristiche tecniche
Era un attaccante forte di testa, con uno spiccato senso del gol. Era soprannominato "el Pulpo" per la sua capacità di impossessarsi del pallone.

## Carriera

### Real Valladolid
Nel 1954 arrivò dal CD Condal al Real Valladolid, in Primera División. Nella sua prima stagione a Valladolid, allenato da Lluís Miró, formò un buon attacco con il saragozzano Jesús Domingo e segnò 15 reti in 30 partite, diventando il miglior marcatore del Real Valladolid in quella stagione. La prima rete la realizzò contro il Siviglia. Nel 1956 segnò due triplette allo stadio José Zorrilla, contro il Real Saragozza e contro il Las Palmas. Concluse la stagione 1956-1957 per la seconda volta da capocannoniere della squadra, grazie alle 19 reti segnate in 25 partite. Segnò il suo ultimo gol in Coppa di Spagna contro l'Osasuna. Con la maglia del Real Valladolid segnò 44 gol in Primera División e 4 in Coppa di Spagna. È il settimo miglior marcatore del Real Valladolid nella massima serie spagnola.

## Palmarès

### Club

#### Competizioni nazionali
- Coppa di Spagna: 1

Real Saragozza: 1963-1964

#### Competizioni internazionali
- Coppa delle Fiere: 1

Real Saragozza: Coppa delle Fiere 1963-1964